# 33.ª edición de los Premios Óscar
La 33.ª edición de los Óscar premió a las mejores películas de 1960. Organizada por la Academia de Artes y Ciencias Cinematográficas y presentada por Bob Hope, tuvo lugar en el Santa Monica Civic Auditorium de Santa Mónica (Estados Unidos) el 17 de abril de 1961. Esta fue la primera edición que fue emitida por la cadena de televisión ABC, la cual ha emitido todas las ediciones de los premios desde entonces (salvo el período entre 1971 y 1975, cuando fueron retransmitidos por la NBC).
The Apartment se convirtió en la última película de la era en blanco y negro en ganar el premio a la Mejor Película, así como la última en blanco y negro hasta 1993 cuando ganó La lista de Schindler.
Gary Cooper fue seleccionado por los dirigentes de la Academia para recibir ese año el Óscar honorífico "por sus múltiples actuaciones memorables en la pantalla y por el reconocimiento internacional que él, individualmente, ha logrado a favor de la industria cinematográfica". Cooper estaba ya en ese momento demasiado enfermo para asistir a la ceremonia, aunque su situación no se había hecho pública excepto para su familia y sus amistades más cercanas. Como era esperado, Cooper eligió a su gran amigo James Stewart para aceptar el premio en su nombre. El especialmente emocional discurso de Stewart apuntó a que algo muy grave estaba sucediendo, y al día siguiente los periódicos titularon en sus portadas "Gary Cooper tiene cáncer". Menos de 4 semanas más tarde, el 13 de mayo de 1961, seis días después de su 60 cumpleaños, Cooper falleció.

## Ganadores y nominados

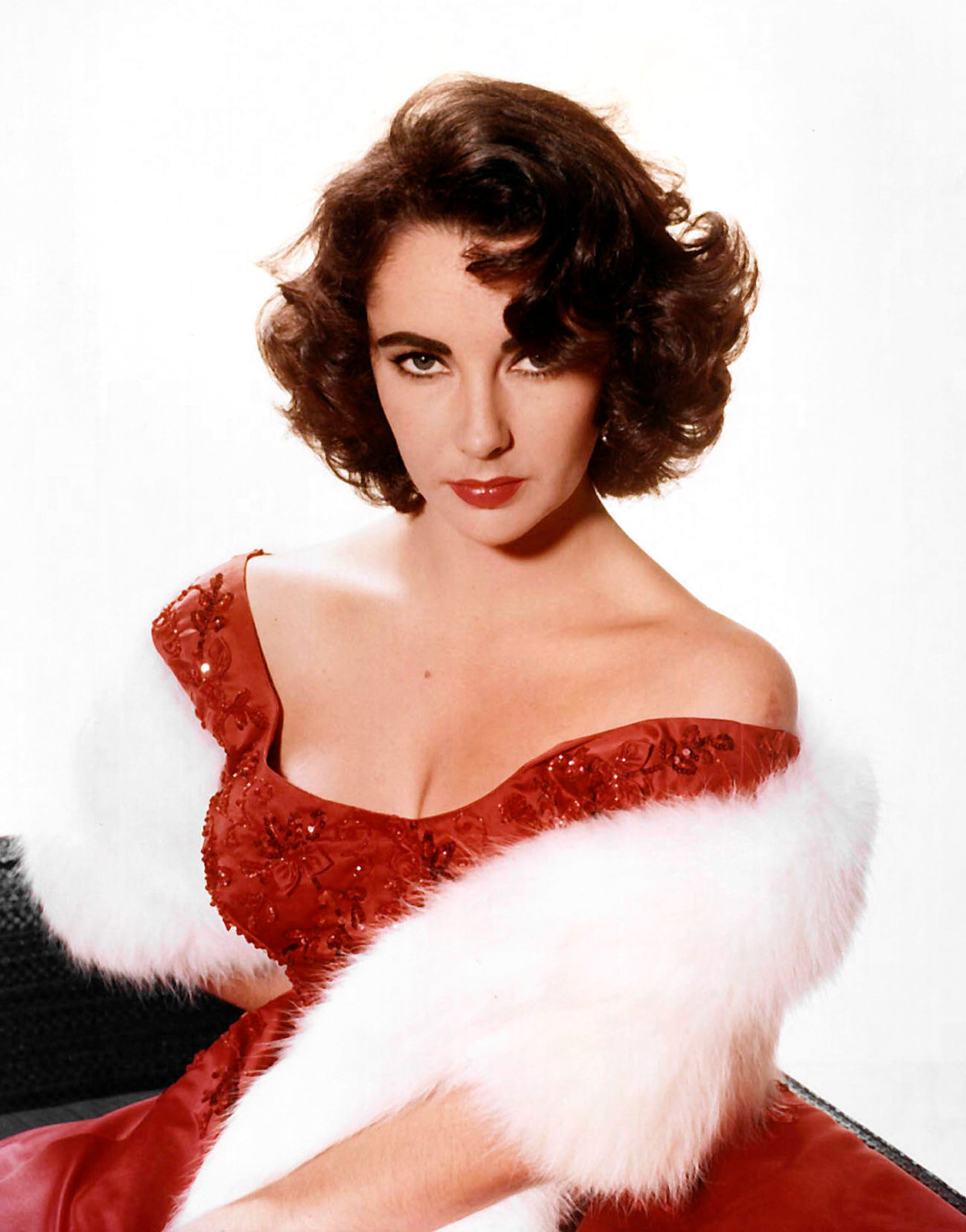
Elizabeth Taylor ganó su primer Óscar como mejor actriz, por BUtterfield 8.

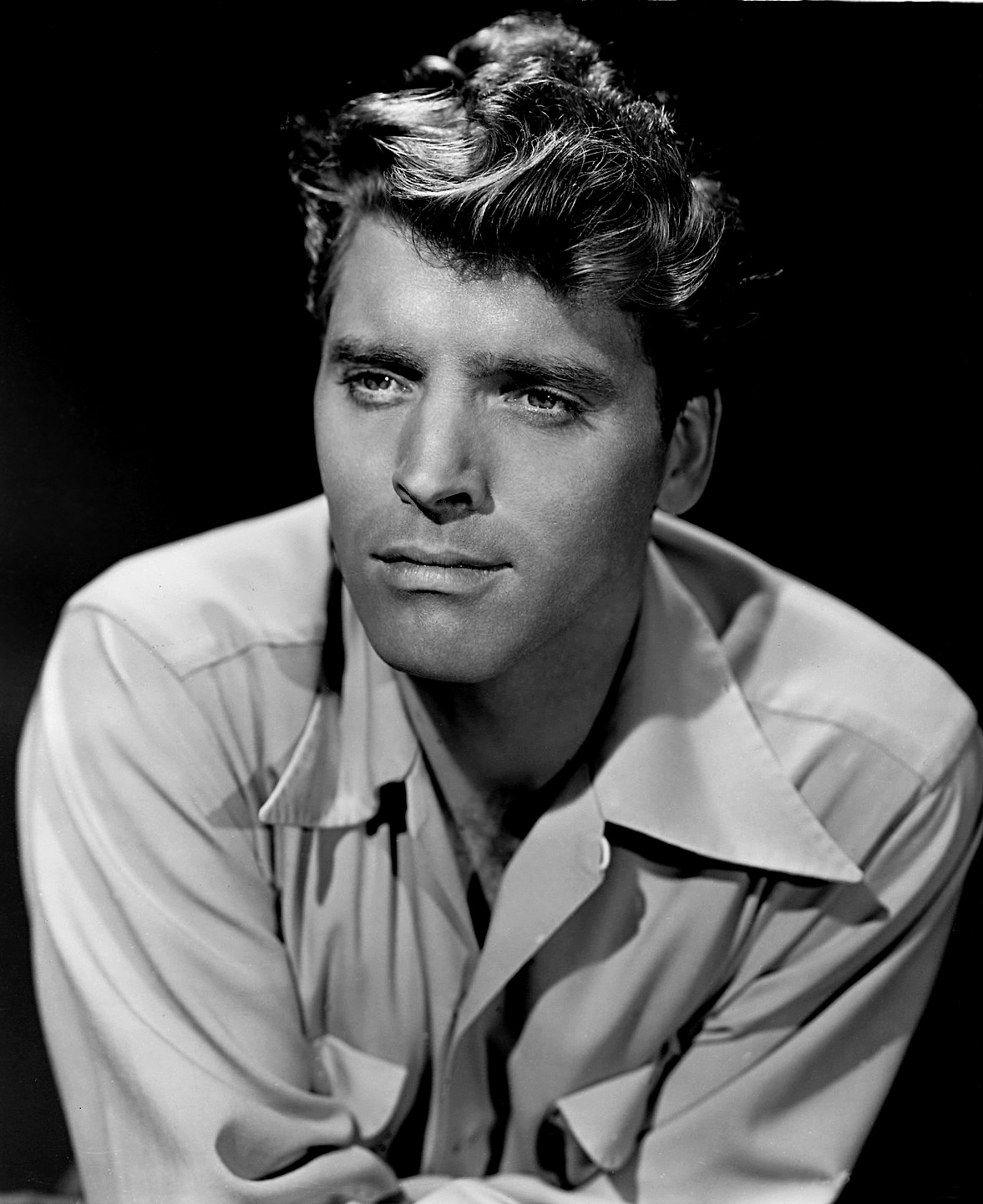
Burt Lancaster ganó el Óscar al mejor actor por Elmer Gantry.

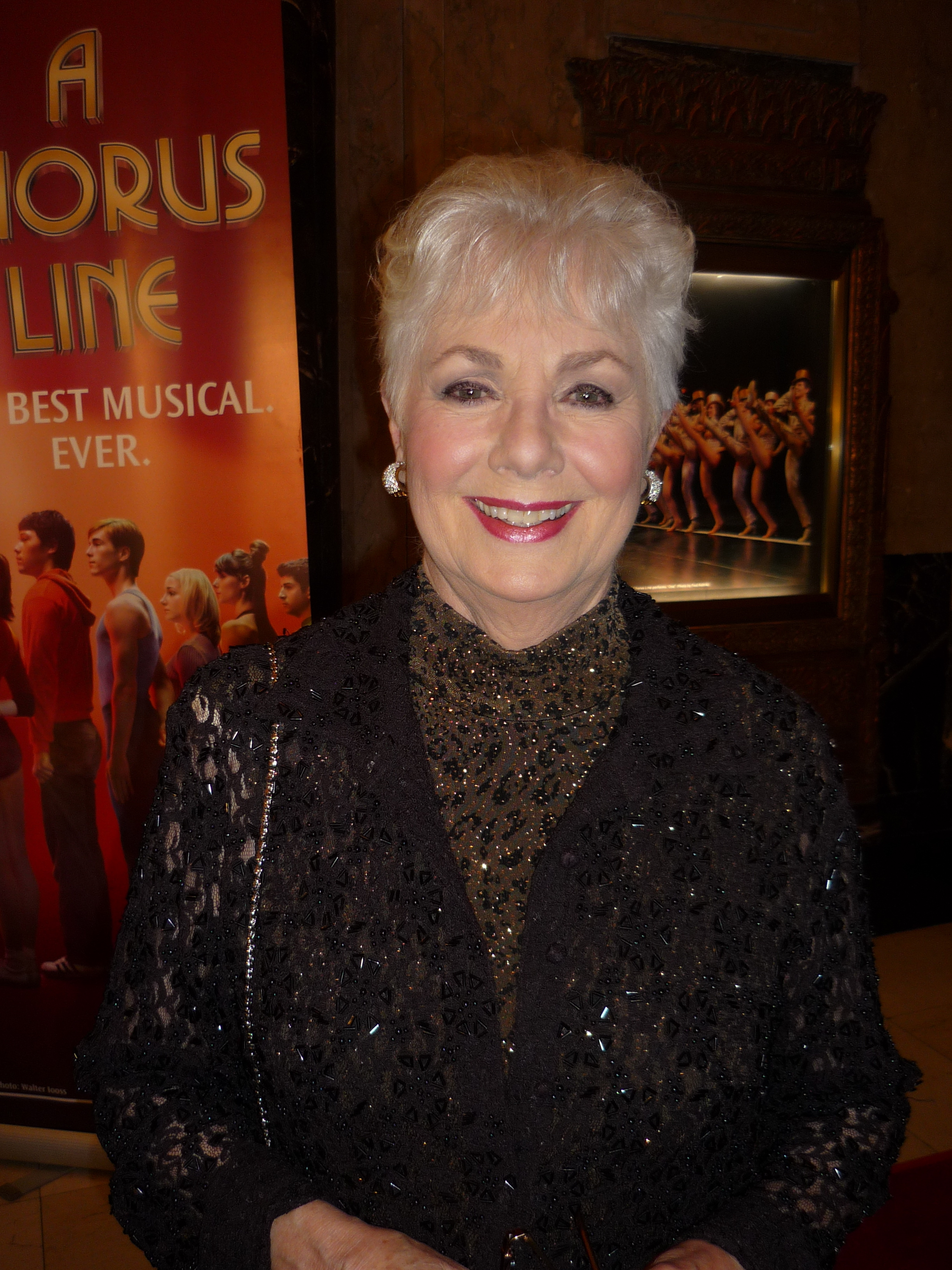
Shirley Jones ganó el premio a la mejor actriz de reparto por Elmer Gantry.

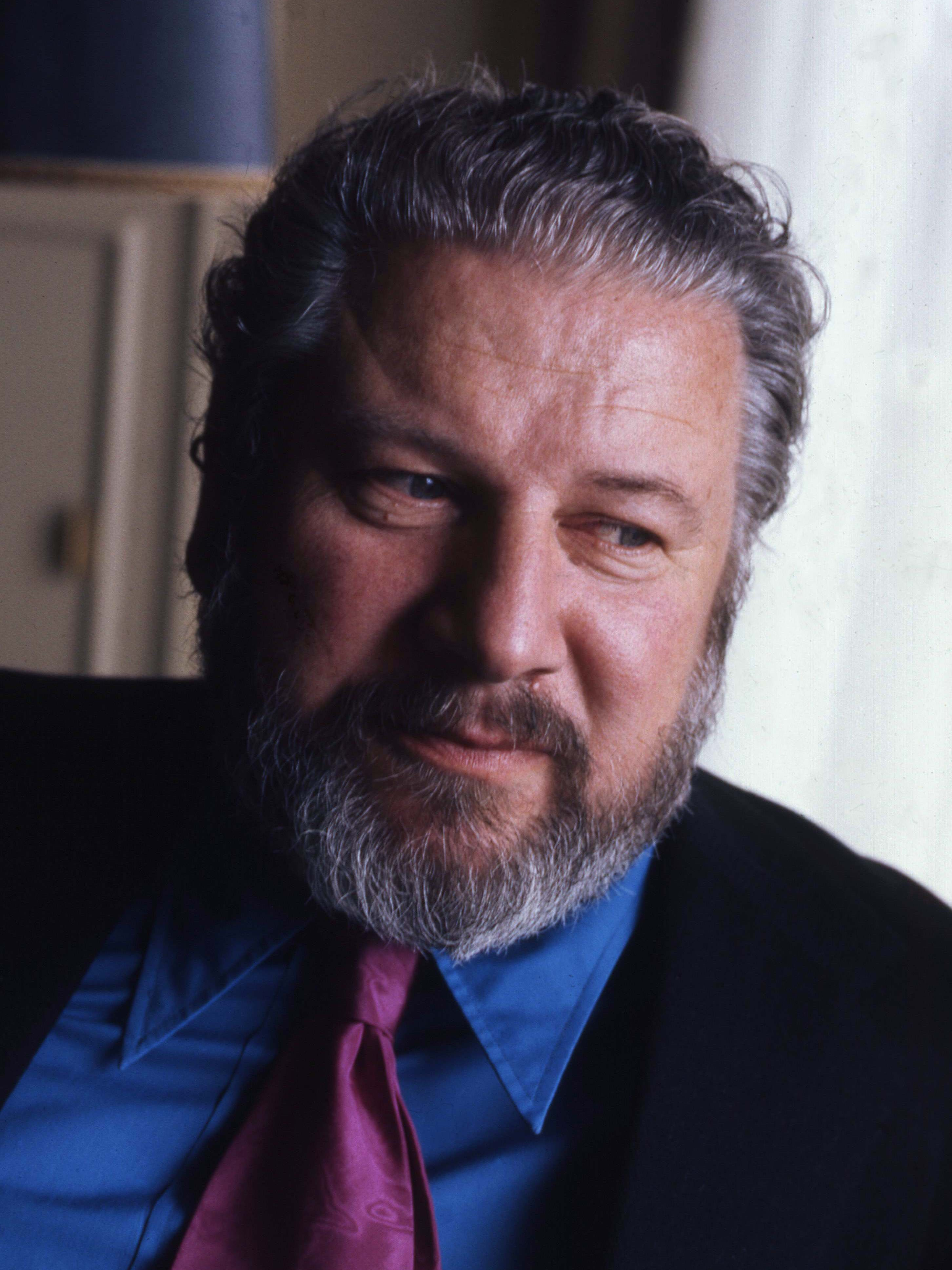
Peter Ustinov ganó su primer Óscar al mejor actor de reparto por su actuación en Espartaco.

Indica el ganador dentro de cada categoría.
| Mejor película Presentado por: Audrey Hepburn The Apartment (El apartamento) — Billy Wilder, productor - Elmer Gantry (El fuego y la palabra) — Bernard Smith, productor - Sons and Lovers (Hijos y amantes) — Jerry Wald, productor - The Alamo (El Álamo) — John Wayne, productor - The Sundowners (Tres vidas errantes) — Fred Zinnemann, productor | Mejor dirección Presentado por: Gina Lollobrigida Billy Wilder — The Apartment (El apartamento) - Jules Dassin — Pote tin Kyriaki (Nunca en domingo) - Jack Cardiff — Sons and Lovers (Hijos y amantes) - Alfred Hitchcock — Psycho (Psicosis) - Fred Zinnemann — The Sundowners (Tres vidas errantes) |
| Mejor actor Presentado por: Greer Garson Burt Lancaster — Elmer Gantry (El fuego y la palabra) - Trevor Howard — Sons and Lovers (Hijos y amantes) - Spencer Tracy — Inherit the Wind (La herencia del viento) - Jack Lemmon — The Apartment (El apartamento) - Laurence Olivier — The Entertainer (El animador) | Mejor actriz Presentado por: Yul Brynner Elizabeth Taylor — Butterfield 8 (Una mujer marcada) - Greer Garson — Sunrise at Campobello (Amanecer en Campobello) - Deborah Kerr — The Sundowners (Tres vidas errantes) - Shirley MacLaine — The Apartment (El apartamento) - Melina Mercouri — Pote tin Kyriaki (Nunca en domingo) |
| Mejor actor de reparto Presentado por: Eva Marie Saint Peter Ustinov — Spartacus (Espartaco) - Peter Falk — Murder, Inc. (El sindicato del crimen) - Jack Kruschen — The Apartment (El apartamento) - Sal Mineo — Exodus (Éxodo) - Chill Wills — The Alamo (El Álamo) | Mejor actriz de reparto Presentado por: Hugh Griffith Shirley Jones — Elmer Gantry (El fuego y la palabra) - Glynis Johns — The Sundowners (Tres vidas errantes) - Shirley Knight — The Dark at the Top of the Stairs (En la escalera oscura) - Janet Leigh — Psyco (Psicosis) - Mary Ure — Sons and Lovers (Hijos y amantes) |
| Mejor argumento y guion escritos directamente para la pantalla Presentado por: Kitty Carlisle y Moss Hart The Apartment (El apartamento) — Billy Wilder y I.A.L. Diamond - Amargo silencio (The Angry Silence) — Richard Gregson, Michael Craig y Bryan Forbes - The Facts of Life (Los hechos de la vida) — Norman Panama y Melvin Frank - Hiroshima, mon amour — Marguerite Duras - Pote tin Kyriaki (Nunca en domingo) — Jules Dassin | Mejor guion basado en material de otro medio Presentado por: Kitty Carlisle y Moss Hart Elmer Gantry (El fuego y la palabra) — Richard Brooks - Inherit the Wind (La herencia del viento) — Ned Young y Harold Jacob Smith - The Sundowners (Tres vidas errantes) — Isobel Lennart - Sons and Lovers (Hijos y amantes)— Gavin Lambert y T.E.B. Clarke - Whisky y gloria (Tunes of Glory) — James Kennaway |
| Mejor cortometraje Presentado por: Wendell Corey y Susan Strasberg Day of the Painter - Ezra R. Baker - The Creation of Woman - Charles F. Schwep y Ismail Merchant - Islands of the Sea - Walt Disney - A Sport Is Born - Leslie Winik | Mejor cortometraje animado Presentado por: Wendell Corey y Susan Strasberg Munro - William L. Snyder - Goliath II - Walt Disney - High Note - Warner Bros. - Mouse and Garden - Warner Bros. - A Place in the Sun - Frantisek Vystrecil |
| Mejor documental largo Presentado por: Tony Curtis y Janet Leigh The Horse with the Flying Tail - Larry Lansburgh - Rebel in the cause - Robert D. Fraser | Mejor documental corto Presentado por: Tony Curtis y Janet Leigh Giuseppina - James Hill - Beyond Silence - United States Information Agency - A City Called Copenhagen - Statens Filmcentral - George Grosz' Interregnum - Charles Carey y Altina Carey - Universe - Colin Low |
| Mejor película de habla no inglesa Presentado por: Eric Johnston Jungfrukällan (El manantial de la doncella), de Ingmar Bergman ( Suecia) - La Vérité, de Henri-Georges Clouzot (Francia) - Macario, de Roberto Gavaldón (México) - Kapò, de Gillo Pontecorvo (Italia) - Deveti krug (El noveno círculo), de France Štiglic (Yugoslavia) | |
| Mejor banda sonora de una película dramática o comedia Presentado por: Bobby Darin y Sandra Dee Exodus (Éxodo) - Ernest Gold - The Alamo (El Álamo) – Dimitri Tiomkin - Spartacus (Espartaco) – Alex North - Elmer Gantry (El fuego y la palabra) – André Previn - The Magnificent Seven (Los siete magníficos) – Elmer Bernstein | Mejor orquestación de una película musical Presentado por: Bobby Darin y Sandra Dee Song Without End (Sueño de amor) - Morris Stoloff y Harry Sukman - Can-Can – Nelson Riddle - Let's Make Love (El multimillonario) – Lionel Newman y Earle Hagen - Pepe – André Previn - Bells Are Ringing (Suena el teléfono) - Leigh Harline |
| Mejor canción original Presentado por: Steve Allen y Jayne Meadows «Nunca en domingo» de Pote tin Kyriaki (Nunca en domingo); compuesta por Manos Hatzidakis - «The Facts of Life» de The Facts of Life (Los hechos de la vida); compuesta por Johnny Mercer - «Faraway Part of Town» de Pepe; compuesta por André Previn y Dory Langdon - «The Second Time Around» de High Time (Buenos tiempos); compuesta por James Van Heusen y Sammy Cahn - «'The Green Leaves of Summer» de The Alamo (El Álamo); compuesta por Dimitri Tiomkin y Paul Francis Webster | Mejor sonido Presentado por: Jim Hutton y Paula Prentiss The Alamo (El Álamo) — Fred Hynes, Gordon E. Sawyer y los departamentos de sonido de los estudios Samuel Goldwyn y Todd-AO - The Apartment (El apartamento) — Gordon E. Sawyer y el departamento de sonido de los estudios Samuel Goldwyn - Sunrise at Campobello (Amanecer en Campobello) — George R. Groves y el departamento de sonido de los estudios Warner Bros. - Cimarrón — Franklin Milton y el departamento de sonido de los estudios Metro-Goldwyn-Mayer - Pepe — Charles Rice y el departamento de sonido de los estudios Columbia |
| Mejor fotografía - Blanco y negro Presentado por: Cyd Charisse y Tony Martin Sons and Lovers (Hijos y amantes) — Freddie Francis - The Apartment (El apartamento) — Joseph LaShelle - The Facts of Life (Los hechos de la vida) — Charles Lang - Inherit the Wind (La herencia del viento) — Ernest Lazslo - Psyco (Psicosis) — John L. Russell | Mejor fotografía - Color Presentado por: Cyd Charisse y Tony Martin Spartacus (Espartaco) — Russell Metty - The Alamo (El Álamo) — William Clothier - Exodus (Éxodo) — Sam Leavitt - Butterfield 8 (Una mujer marcada) — Joseph Ruttenberg y Chares Harten - Pepe — Joe MacDonald |
| Mejor dirección de arte - Blanco y negro Presentado por: Tina Louise y Tony Randall The Apartment (El apartamento) — Alexandre Trauner y Edward Boyle - The Facts of Life (Los hechos de la vida) — Joseph McMillan Johnson, Kenneth Reid y Ross Dowd - Sons and Lovers (Hijos y amantes) — Tom Morahan y Lionel Couch - Visit to a Small Planet (Un marciano en California) — Hal Pereira, Walter Tyler, Sam Comer y Arthur Krams - Psyco (Psicosis) — Joseph Hurley, Robert Clatworthy y George Milo                                                       | Mejor dirección de arte - Color Presentado por: Tina Louise y Tony Randall Spartacus (Espartaco) — Alexander Golitzen, Eric Orbom, Russell Gausman y Julia Heron - Sunrise at Campobello (Amanecer en Campobello) — Edward Carrere y George James Hopkins - Capri — Hal Pereira, Roland Anderson, Sam Comer y Arrigo Breschi - Cimarrón — George Davis, Addison Hehr, Henry Grace, Hugh Hunt y Otto Siegel - Pepe — Ted Haworth y William Kiernan |
| Mejor diseño de vestuario - Blanco y negro Presentado por: Barbara Rush y Robert Stack The Facts of Life (Los hechos de la vida) — Edith Head y Edward Stevenson - The Rise and Fall of Legs Diamond (La ley del hampa) — Howard Shoup - Jungfrukällan (El manantial de la doncella) — Marik Vos - Pote tin Kyriaki (Nunca en domingo) — Denny Vachlioti - Seven Thieves (Siete ladrones) — Bill Thomas | Mejor diseño de vestuario - Color Presentado por: Barbara Rush y Robert Stack Spartacus (Espartaco) — Arlington Valles y Bill Thomas - Sunrise at Campobello (Amanecer en Campobello) — Marjorie Best - Can-Can — Irene Sharaff - Midnight Lace (Un grito en la niebla) — Irene Lentz - Pepe — Edith Head |
| Mejor montaje Presentado por: Betty Comden y Adolph Green The Apartment (El apartamento) — Daniel Mandell - The Alamo (El Álamo) — Stuart Gilmore - Spartacus (Espartaco) — Robert Lawrence - Inherit the Wind (La herencia del viento) — Frederic Knudtson - Pepe — Viola Lawrence y Al Clark | Mejores efectos especiales Presentado por: Polly Bergen y Richard Widmark The Time Machine (El tiempo en sus manos) — Gene Warren y Tim Baar - The Last Voyage (El último viaje) — A.J. Lohman |

### Óscar honorífico
- Gary Cooper, por sus muchas interpretaciones y su merecido reconocimiento internacional.
- Stan Laurel, por ser uno de los pioneros en el género de la comedia.
- Hayley Mills, mejor intérprete infantil en Pollyana.

## Premios y nominaciones múltiples
| Película                                       | Nominaciones | Premios |
| ---------------------------------------------- | ------------ | ------- |
| The Apartment (El apartamento)                 | 10           | 5       |
| Spartacus (Espartaco)                          | 6            | 4       |
| Elmer Gantry (El fuego y la palabra)           | 5            | 3       |
| The Alamo (El Álamo)                           | 7            | 1       |
| Sons and Lovers (Hijos y amantes)              | 7            | 1       |
| The Facts of Life (Los hechos de la vida)      | 5            | 1       |
| Pote tin Kyriaki (Nunca en domingo)            | 5            | 1       |
| Exodus (Éxodo)                                 | 3            | 1       |
| Jungfrukällan (El manantial de la doncella)    | 2            | 1       |
| Butterfield 8 (Una mujer marcada)              | 2            | 1       |
| Song Without End (Sueño de amor)               | 1            | 1       |
| The Time Machine (El tiempo en sus manos)      | 1            | 1       |
| Pepe                                           | 7            | 0       |
| The Sundowners (Tres vidas errantes)           | 5            | 0       |
| Sunrise at Campobello (Amanecer en Campobello) | 4            | 0       |
| La herencia del viento (Inherit the Wind)      | 4            | 0       |
| Psyco (Psicosis)                               | 4            | 0       |
| Can-Can                                        | 2            | 0       |
| Cimarrón                                       | 2            | 0       |